# Mythicomyia sedonae
Mythicomyia sedonae är en tvåvingeart som beskrevs av Neal L. Evenhuis 1989. Mythicomyia sedonae ingår i släktet Mythicomyia och familjen svävflugor.
Artens utbredningsområde är Arizona. Inga underarter finns listade i Catalogue of Life.